# Соколов, Олег Владимирович
Олег Владимирович Соколов (род. 12 апреля 1985) — российский футбольный судья.

## Биография
С 2006 года работал на матчах второго дивизиона в качестве ассистента. В роли главного судьи дебютировал во втором дивизионе в 2008 году, отсудив матч «Ника» Москва — «Сатурн-2» (1:0), в котором показал четыре предупреждения. С 2014 года обслуживал также матчи ФНЛ.
21 мая 2017 года Соколов отсудил матч последнего тура российской Премьер-лиги «Амкар» — «Рубин» (1:2), в котором показал 6 жёлтых карточек, одна из которых стала второй и привела к удалению игрока. В июле того же года попал в список арбитров Премьер-лиги на первую часть сезона 2017/18, однако по состоянию на 2021 год не провёл больше ни одного матча в высшей лиге, при этом продолжая работу в ПФЛ и ФНЛ.